# 中国食品工業
中国食品工業株式会社（ちゅうごくしょくひんこうぎょう）は、岡山県岡山市に本社のあった水産物の加工・販売を行っていた会社である。

## 概説
1948年に創業。社名の「中国」は、本社所在地の岡山県を含めた5県地域を「中国地方」と呼ぶことに由来する。本社には、工場も併設していた。
佃煮や珍味の製造・販売をしており、中四国地方のスーパーマーケットなどに卸すほか、ホームページにて高級佃煮「東方見聞録」シリーズなどの直販も行っていた。
2007年8月31日、岡山地方裁判所に自己破産を申請。負債額は約8億7500万円。
中国産食品の安全性が問題になっていた時期であり、社名から「中華人民共和国」を連想する消費者が少なくなかった上に、原材料の一部に中国産を使用した商品があったこともあり、風評被害による消費者の買い控え、取引先の減少が、倒産の主たる原因となったとの報道もなされている。
2008年、所在地を移転し、カネナカ食品として営業を再開していたが、そのカネナカ食品も2017年3月30日をもってイノウエ食品に合併となり、カネナカ食品は解散している。